# 中国の麺類
麺は中華料理に欠かせない食材、主食である。中国の麺類（ちゅうごくのめんるい）は、産地、材料、形や麺の幅、調理の仕方によって大きく異なり、中国・台湾のほとんどの郷土料理、華僑の多く住む国にとって重要な食材である。
中国風の麺は近隣の東アジアの料理にも移入し、韓国のチャジャンミョンや日本のラーメンなどがある。類例は東南アジア諸国にも見られ、ベトナム、カンボジア（クイティウ）さらにタイやフィリピン、スリランカ、インドでも見られる。

## 呼び方
中国の言語の多様さのために、中国での麺の呼び方は複雑である。標準中国語では、miàn （簡体字:面、繁体字:麵）は小麦粉に限らず穀物を粉末にして練った生地を指す。miànはもとは小麦粉そのものの名称でもあった。その後、小麦粉製品全般を指すようになり華北では麺を特に「麺条」（ピンイン:miàntiáo、簡体字:面条、繁体字:麵条）と呼ぶようになったが、広東などの華南では古称のmiànで通されている。
中国語以外の言語においては標準中国語のピンインの音を引用するが（小麦粉から作られた麺は"mien" あるいは "mein"、ほかの麺は"fun"など）、香港と広東省における広東語の発音では小麦粉の麺は"meen" あるいは"mien" 、ほかの麺は"fun"となる。台湾、マレーシア、シンガポール、および東南アジアの華僑のコミュニティでは、小麦粉から作られた麺を"mee"と発音するなど、閩南語・泉漳語（福建話、閩南話、台湾話）の発音が使われる場合がある。

## 歴史
麺はどこで発明されたのか、という問題には諸説あって定説がない。中国起源説を支持するものとして、2005年の喇家遺跡（中国青海省民和回族土族自治県官亭鎮喇家村）での発掘調査がある。調査では約4000年前の麺が発見されており、この調査結果は中国の麺類はイタリアやアラビアより古く、夏（前2070年頃 - 前1600年頃）の時代から世界最古の歴史がある可能性を示唆している。発見された麺は、今日多くの麺が小麦から作られているのに対して、高い食品加工技術でアワ・キビから作られていた。ただ、麺の起源については中東発祥でアラブ人によってイタリアにもたらされたという説も根拠を備えており、喇家で見つかった麺がアジアの麺類、さらにはイタリアンパスタの源流であると断定するにはほかの根拠も要する。パスタはマルコ・ポーロが中国から持ち込んだ、とする俗説があるがこれは誤りである。
中国の麺文化は小麦の栽培と製粉、製麺技術の進歩とともに発展を遂げた。小麦とその製粉技術は漢代にシルクロード経由で西方から中国にもたらされたとされる。製粉技術については漢代初期に「磨」というすり臼が出現するが、古代ギリシャやローマには稚拙なものから発展過程の分かる様々な形のものが出土したのに対して、中国では突然に完成度の高いものが出土していることから手回し回転の石臼は西方から中国に伝播したことが分かる。
前漢（前206年 - 8年）では、軍事的な需要から王朝は貯蔵がより簡単でコストの低い食品加工技術を導入する必要があった。この時期に「ラオ麺（Laomian）」が登場し、でんぷんが豊富で水分含有量が少ないそば粉、キビ粉、エンドウ豆粉によって保管や輸送が容易になった。麺に関する書面による記録のうち最古のものは、後漢時代（西暦25年 - 220年）の書籍に見られる。唐代に入る少し前に水車小屋が導入され、水車と連動させて回転する脱穀と製粉が効率よくできる「碾磑（てんがい、拼音:niǎn wèi ）」を利用した大々的な製粉が行われるようになり、麺（多くの場合小麦生地から作られるもの）は、漢代の間には主要な主食になった。麺は一部の特権階級のものであったが、唐代（618年 - 907年）になると華北平原で小麦の栽培が盛んになり、北方の民衆に普及した。
唐代は夜間に外出や飲食店の営業が禁じられていたが、宋代（960年 – 1279年）に入ると夜間の外出が解禁され、外食文化が発展した。北宋の都・開封では麺、餃子、饅頭などの露店が軒を連ね、庶民は昼でも夜でも食べ歩きを楽しんでいた。麺が大衆食になっていったのはこの時代のことである。宋代初期、中国の小麦麺は湯餅（タンビン）として知られていた。宋代の学者・黄朝英が著書『靖康緗素雜記』（拼音: jìng kāng xiāng sù zá jì）で言及したように、古代では麺やパンのような小麦粉を用いた食品はまとめて「餅」（ビン）と呼ばれ、調理方法によって区別されていた。
やがて女真族の王朝・金が華北を占領し、宋人の多くが江南（長江より南）へ逃れた。南宋（1127年 - 1279年）の都・臨安では、華北で生まれた麺の技術が広まり、これが機になって華南にも麺食の習慣が普及する。この頃、華南では米を粒食していたが、米の麺（ライスヌードル）が作られるようになった。
麺棒で生地を延ばして刃物で切る切麺の技術が現れたのは元代（1271年 - 1368年）に入ってからで、麺棒の発明によって小麦粉以外の穀類の粉も麺に加工することができるようになり、小麦の生産量の少ない華南をはじめとする中国全土に、地方色の濃い麺が登場することにつながっていったと考えられる。清代（1636年 - 1912年）末期には製麺機も登場し、麺はますます多様化していった。

## 製麺
中国の麺類は一般的に小麦粉・米粉・緑豆でんぷんのいずれかから作られる。中国北部では小麦粉が一般的に生産および消費され、中国南部では米から作られた麺（ライスヌードル）がより一般的である。小麦粉から作られた麺に卵・かん水・穀物を加えて、麺に異なる色や風味を与えることもできる。また、麺の質感や柔らかさを変えるために卵白・クズウコンやタピオカのでんぷんを小麦粉の混合物に少量加えることがある。さらに、一部の東アジアでは（違法ではあるが）架橋剤のホウ砂を加えて麺を漂白し食感を改善する習慣もある。一般的に中国の麺類の調理方法は、小麦粉・塩・水で生地を作り、手で生地を混ぜて棒状に成形。酵母を活性化するために棒状にした生地を折り曲げ引き延ばす。麺の形に整えたものを湯を沸騰させた鍋に落とし、調理が終わったら麺を取りだすという過程である。中国の小麦麺は一般的に強力粉から作られ、色は黄みがかった白色から明るい黄色、食感はしっかりとしているのが特徴である。
1950年代に自動麺機が発明される以前、麺の加工には4種類あった。
生麺は急速に変色するため、製造後24時間以内に消費されることが多かった。なお、冷蔵下で保管すれば貯蔵寿命を3 - 5日に延長することができる。乾燥麺は、生麺を日光あるいは管理された室内で乾燥する。茹で麺は生麺を湯通しするか、調理する。湯通しした後、麺を冷水ですすぎ水気を切り、麺同士の付着を防ぐために1-2%の植物油で覆う。蒸し麺は、かん水を加えた生麺を蒸し器で蒸し、水ですすいでほぐす。
小麦粉で作った麺の生地は、通常、小麦粉・塩・水から作り、麺の食感や味に応じて卵やかん水を加える。他の麺（米や他のでんぷんから作られる麺）は、一般的に米粉やでんぷんと水だけから作られる。柔軟な生地ができた後、以下のいずれかの手段で麺を形成する。
| 日本語         | 中国語 | ピンイン | 調理過程 |
| -------------- | ------ | -------- | --- |
| 切る           | 切     | qiē      | 生地を伸ばして折りたたみ、適当な幅に切る。                                                                   |
| 型から押し出す | 擠圧   | jǐyā     | 生地を製麺機に入れる。製麺機には穴の開いた型があり、そこに生地をあてて圧力をかけることで麺が押し出される。   |
| 削る           | 削     | xiāo     | 生地の塊を特殊な形をした包丁で削るように製麺する。そのまま沸騰した湯に落として茹でることもある。             |
| 引っ張る       | 拉     | lā       | 生地を長い棒状にし、折りたたんで伸ばすことを繰り返すことで細長い麺になる。                                   |
| 捏ねる         | 揉     | róu      | 生地を平らな面に転がすか、手で捏ねるかをして成形する。                                                       |
| 弾く           | 柭     | bó       | 柔らかい生地を器に入れ、生地を引っ張って柔軟な竹の棒または箸を使って沸騰した湯に直接弾きだすように製麺する。 |

「切」や「擠圧」で製麺された麺は、乾燥させて保存食として数か月間常温で保管できるが、「削」「拉」「揉」で製麺された麺は保存がきかず、すぐに消費される。

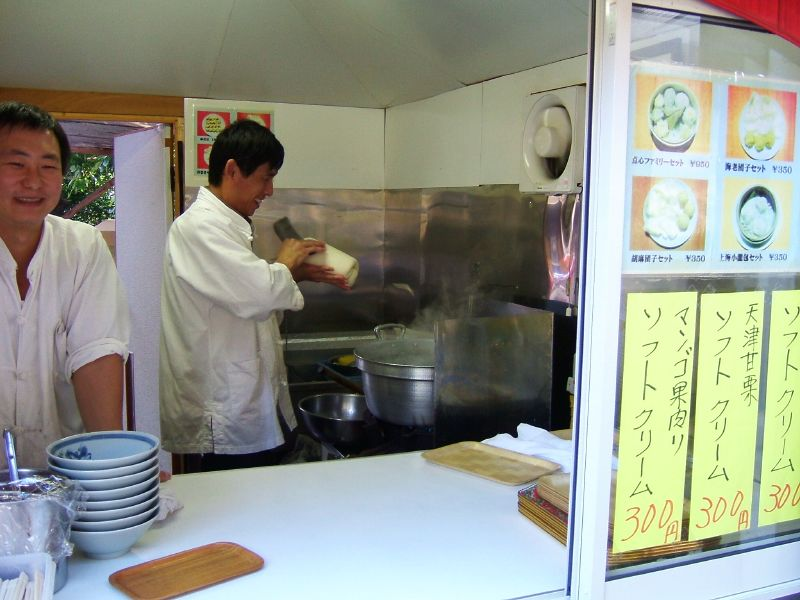
刀削麺を製麺する様子。生地を刃物で削るように製麺している様子が分かる。（岐阜県各務原市〔店員は中国の出身〕、2005年）
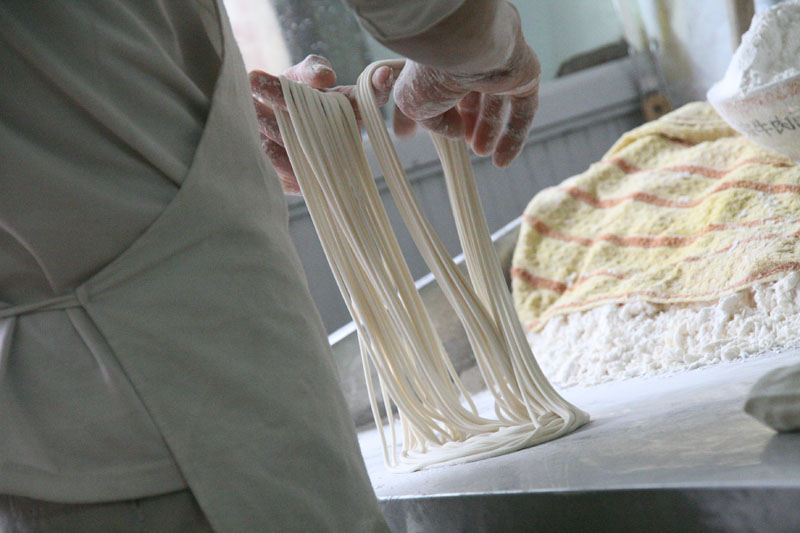
小麦生地から拉麺を成形する様子。
- 職人が手動式の簡素な製麺機を使って沸騰した湯に直接麺を押し出す様子。（中国彭州市、2010年）

## 調理

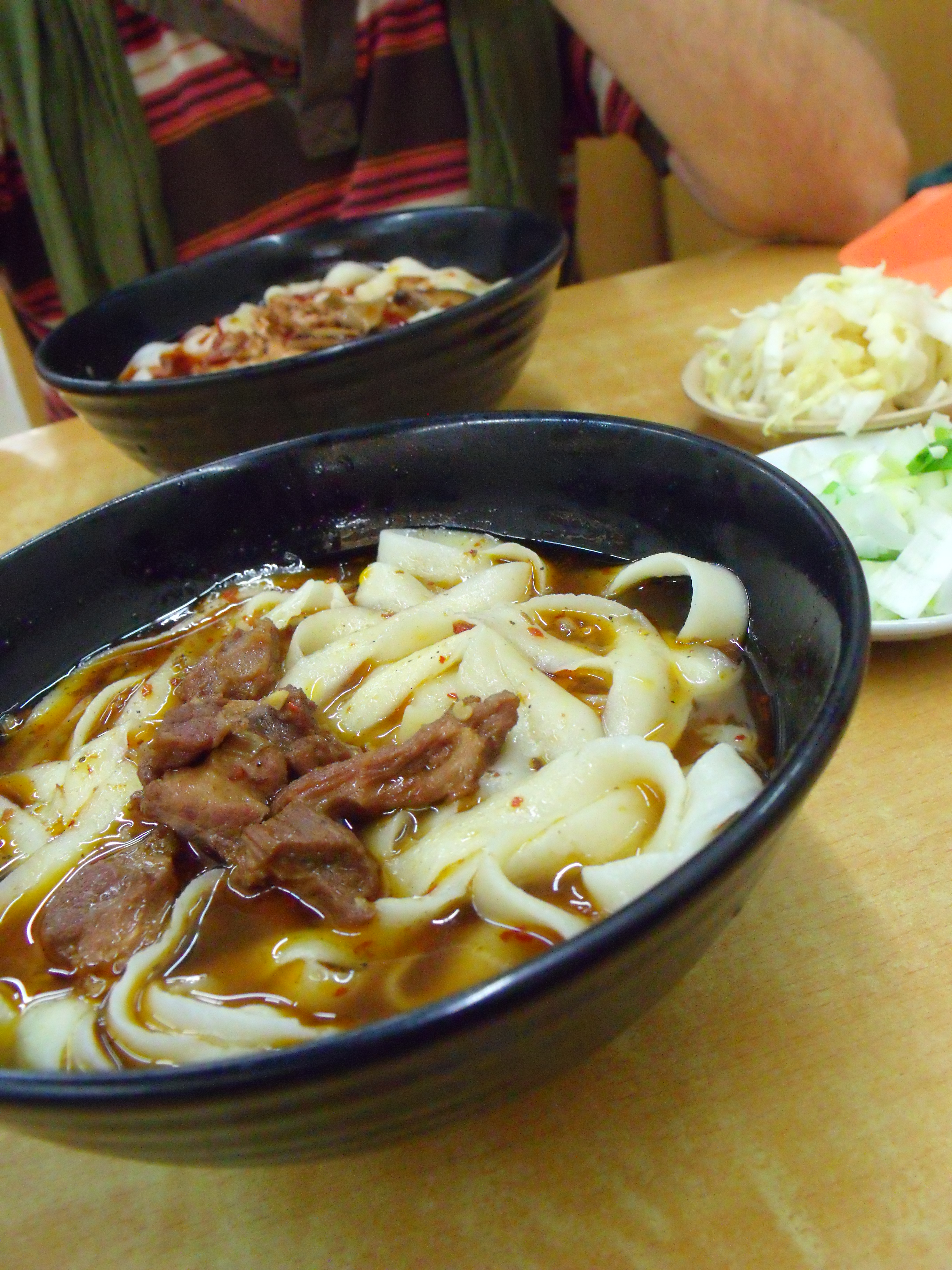
刀削麺

麺は、水分を含んだ状態から調理されることもあれば、乾麺から調理することもある。調理方法としては茹でることが一般的ではあるが、油で揚げることもある。茹でた麺は、さらに炒める、肉などの添え物を添える、ソースをかける、スープに入れるなどして提供される。米麺では、餅状にした生地から作り、すぐに消費するものもある。
多くの西洋の麺やパスタとは異なり、小麦粉から作られた中国の麺は生地に塩を含むため、茹でるときに茹で湯に塩を加える必要がない。調理時間は短く、歯ごたえが残る程度になるのに5分もかからないことがほとんどである。細い麺では調理にかかる時間がさらに短くなり、調理が完了するまでに1分もかからないものもある。米や緑豆でんぷんから作られた麺では一般的に塩分は含まない。

## 種類

### 小麦麺
小麦麺は小麦粉と水だけで作られる。乾麺にする場合は一般的に生地に塩を追加する。
| 中国語        | ピンイン      | 広東語        | 泉漳語  | 説明 |
| ------------- | ------------- | ------------- | ------- | --- |
| 貓耳朵        | māoěrduǒ      | maau ji do    | /       | 生地を小さくちぎり親指の腹で押さえて窪みをつけた麺で、猫の耳のような見た目からこの名がある。日本では「猫耳」「猫耳麺」として知られる。オレキエッテに似る。小麦粉の他にも大豆の粉、高粱の粉などを原料に使うこともある。 |
| 凉面 涼麵     | liáng miàn    | loeng mein    | /       | 冷製で食べる麺。 |
| 刀削面 刀削麵 | dāo xiāo miàn | doe soek mein | /       | 刀削麺（とうしょうめん、とうさくめん）生地の塊を片手にのせ、肩や肩の近くに持ち上げ、生地を削りとるようにして麺を作る。山西省の名物。 |
| 拉麵          | lā miàn       | laai min      | la-mī   | 日本のラーメンの元になった手打ち麺。 |
| 一個麵 一家麵 | yī gè miàn    | /             | /       | 北米華僑の、スパゲッティに似た麺。カナダや米国で販売される。 |
| 捞面 撈麵     | lāo miàn      | lo mein       | lo mi   | スライスした野菜や肉、調味料で炒めた卵麺。 |
| 面線 麵線     | miàn xiàn     | mein sin      | mī-sòaⁿ | 細く塩味の小麦麺（直径1mmほど）。十分に蒸すときつね色になる。面線（麺線）は古い文献では「索麺」（ソーミェン）として確認でき、これが日本のそうめんのもとになったといわれる。そうめんは日本ではポピュラーな食べ物だが、現代中国において麺線は福建省の一部で食べられているに留まる。台湾においては麺線はソウルフードと称されるほどに食べられている。 |
| 宮麵          | gōng miàn     | /             | /       | |
| 生面 生麵     | shēng miàn    | saang min     | sennmī  | そうめんに似た食感の麺。 |
| 粗面 粗麵     | cū miàn       | cou min       | chho͘-mī | 太めの小麦粉麺。うどんに似る。一説によれば、日本のうどんのルーツも中国にあるといわれる。 |

#### かん水や卵を加えるもの
以下の小麦粉麺は、かん水（炭酸ナトリウム、炭酸カリウム、水酸化カルシウム、または水酸化カリウム）と卵、あるいはそのどちらかを加えることでより強い歯ごたえが生まれ、色は黄色になる。かん水を加えた麺（中国語: 碱面／碱麵、拼音: jiǎn miàn ）には独特の香りと味があり、2010年の「ニューヨーク・タイムズ」の記事では「奇妙に聞こえるかもしれないが、卵なしで卵を入れたような麺が作れる」と紹介されている。
| 中国語      | ピンイン           | 広東語          | 泉漳語       | 説明                                                                                 |
| ----------- | ------------------ | --------------- | ------------ | ------------------------------------------------------------------------------------ |
| 油面 油麺   | yóu miàn           | jau min         | iû-mī        | 小麦粉に卵、またはかん水を加えて作る。                                               |
| 幼面 幼麺   | yòu miàn           | jau min         | iù-mī        | 少量のかん水を添加した麺。広東の麺のうち最も一般的なものの一つ。                     |
| 麵薄        | miàn báo           | /               | mī-po̍k       | 卵かかん水を加えた平麺。リングイネに似る。                                           |
| 伊麵 伊府麺 | yī miàn yī fǔ miàn | yīmihn yīfúmihn | i-mī i-hú-mī | 小麦粉に卵、またはかん水を加えて作られた麺を揚げたもの。                             |
| 蝦子麺      | xiā zǐ miàn        | haa zi min      | hê-tsí-mī    | 小麦粉、エビの卵、かん水、卵でできており、麺の表面にエビの卵が黒い斑点状に見られる。 |
| 竹昇麺      | zhú shēng miàn     | zuk sing min    | tik-sing-mī  | 広東の麺の一つ。竹の棒で生地を打つのが特徴。                                         |

### 米粉麺
米粉から作られる麺（米粉麺、ライスヌードル）は、餅状にしたかたまりを押し出して麺の形にし蒸し、生地を薄く延ばして麺の形に切って作られる。
米麺は通常、塩を加えずに米と水だけで作られる。正統派ではないが、麺の食感を変えるために他の植物のでんぷんを加えることもある。
| 中国語    | ピンイン   | 広東語     | 泉漳語    | 説明 |
| --------- | ---------- | ---------- | --------- | --- |
| 粿条      | gǔo tiáo   | gwó tìuh   | kóe-tiâu  | 平たい米粉麺。タイの「クイティオ」は閩南語や満州語の「粿条」がなまったもの。「粿」は、福建省南部から満州あたりで用いられる地方漢字。 |
| 沙河粉    | shā hé fěn | saa ho fan | sa-hô-hún | 米粉をどろどろにして、布を敷いた蒸籠に流し込み、蒸したものを日本のきしめんくらいの幅で切る。炒めて食べるのが一般的。広州とその周辺で有名。 |
| 河粉      | hé fěn     | ho fan     | hô-hún    | 米粉をどろどろにして、布を敷いた蒸籠に流し込み、蒸したものを日本のきしめんくらいの幅で切る。炒めて食べるのが一般的。広州とその周辺で有名。 |
| 瀨粉 酹粉 | lài fěn    | laai fan   | luā-hún   | もち米を使った、太めで丸い半透明の麺。 |
| 米線      | mǐ xiàn    | mai sin    | bee sua   | 桂林米粉（拼音: Gui lin mí fěn） とも呼ばれる米粉麺。雲南省などで、米粉と同じ方法か米の粉が入った濃い水溶液を布地の上に広げて加熱したものを包丁で切って製麺する。屋台で提供される安価なものが一般的だが、料理店で「過橋米線」が提供されることもある。          |
| 米粉      | mí fěn     | mai fan    | bí-hún    | 細い米粉麺。ところてんのように、小孔を多く開けた容器内の米粉の生地を熱湯に押し出して作る。標準中国語では「ミイフェン」。日本で知られる「ビーフン」の名称は閩南語・泉漳語（福建話、閩南話、台湾話）の発音から。福建省の「厦門米粉」、台湾の「新竹米粉」が有名。 |

### 他のでんぷんから作られる麺

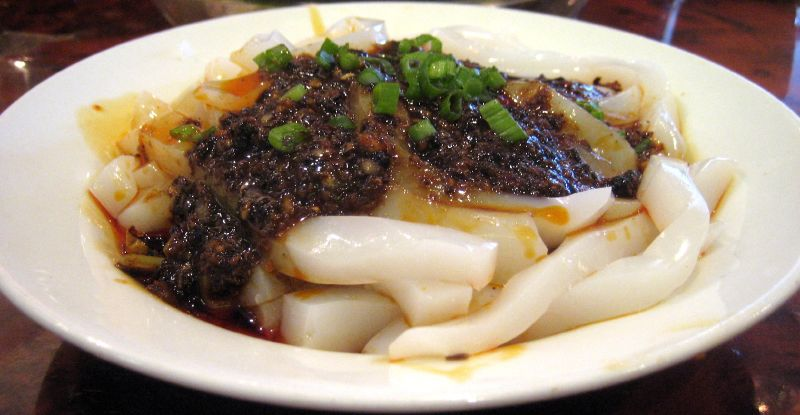
川北涼粉（アメリカバージニア州、Hong Kong Palace、2008年）

「粉」は、米粉以外にもさまざまな植物のでんぷんを使用して作られる。緑豆でんぷんを使った麺は、タピオカでんぷんを加えることで歯ごたえを良くし製造コストも削減できる。
| 中国語 | ピンイン     | 広東語        | 泉漳語        | 説明                                                       |
| ------ | ------------ | ------------- | ------------- | ---------------------------------------------------------- |
| 春雨   | dōng fěn     | dung fun      | tang-hún      | 非常に細い緑豆でんぷんの麺。                               |
| 粉絲   | fěn sī       | fun sze       | /             | 春雨。                                                     |
| 粉皮   | fěn pí       | fan pei       | hún-phê       | 材料などは粉絲と同じだが、幅が広い。                       |
| 涼皮   | líang pí     | /             | /             | グルテンを作る際の副産物のでんぷんから作られる半透明の麺。 |
| 銀針粉 | yín zhēn fěn | ngan zam fan  | /             | 紡錘形の小麦でんぷん麺。長さ5cm、直径3 - 5 mm。            |
| 老鼠粉 | lǎo shǔ fěn  | lou syu fan   | niáu-chhú-hún | 紡錘形の小麦でんぷん麺。長さ5cm、直径3 - 5 mm。            |
| 酸辣粉 | suān là fěn  | syun laat fan | /             | サツマイモでんぷんなどから作られる、辛く酸っぱい麺。       |

### オート麦

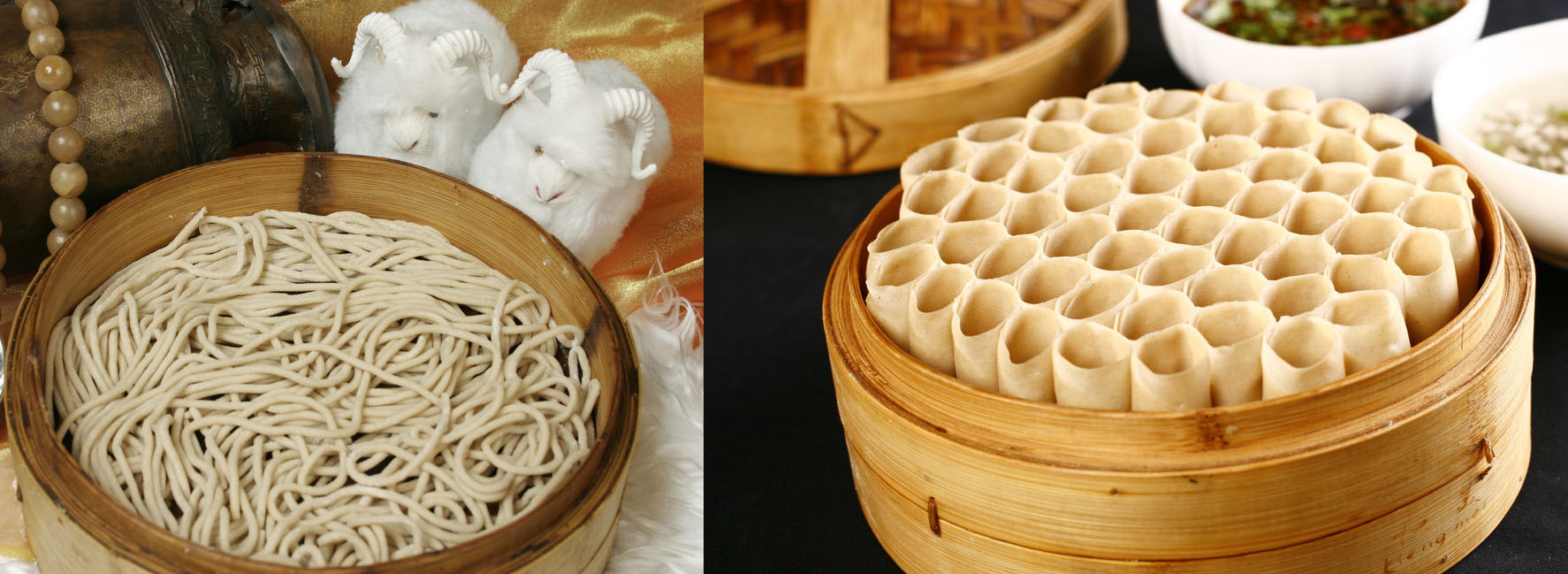
莜面の調理例。麺と莜麺栲栳。

中国、特に西部内蒙古と山西省では、オート麦から作られた小麦粉は莜麺（拼音: Yóu miàn）と呼ばれ、主食として食べられる麺や「莜麺栲栳」（ヨウミェンカオラオ、拼音: Yóu miàn kǎolǎo）に加工する。莜麺栲栳は生地をちぎって薄く延ばし、人さし指に巻きつけて筒状にして蒸す特殊な過程で加工される。

## 料理
以下は、麺を取り入れた中華料理の例である。
- 担担麺
- ビャンビャン麺
- 熱乾麺
- 炸醤麺
- zh:饸饹面